# شاخص‌های کیفیت فاضلاب

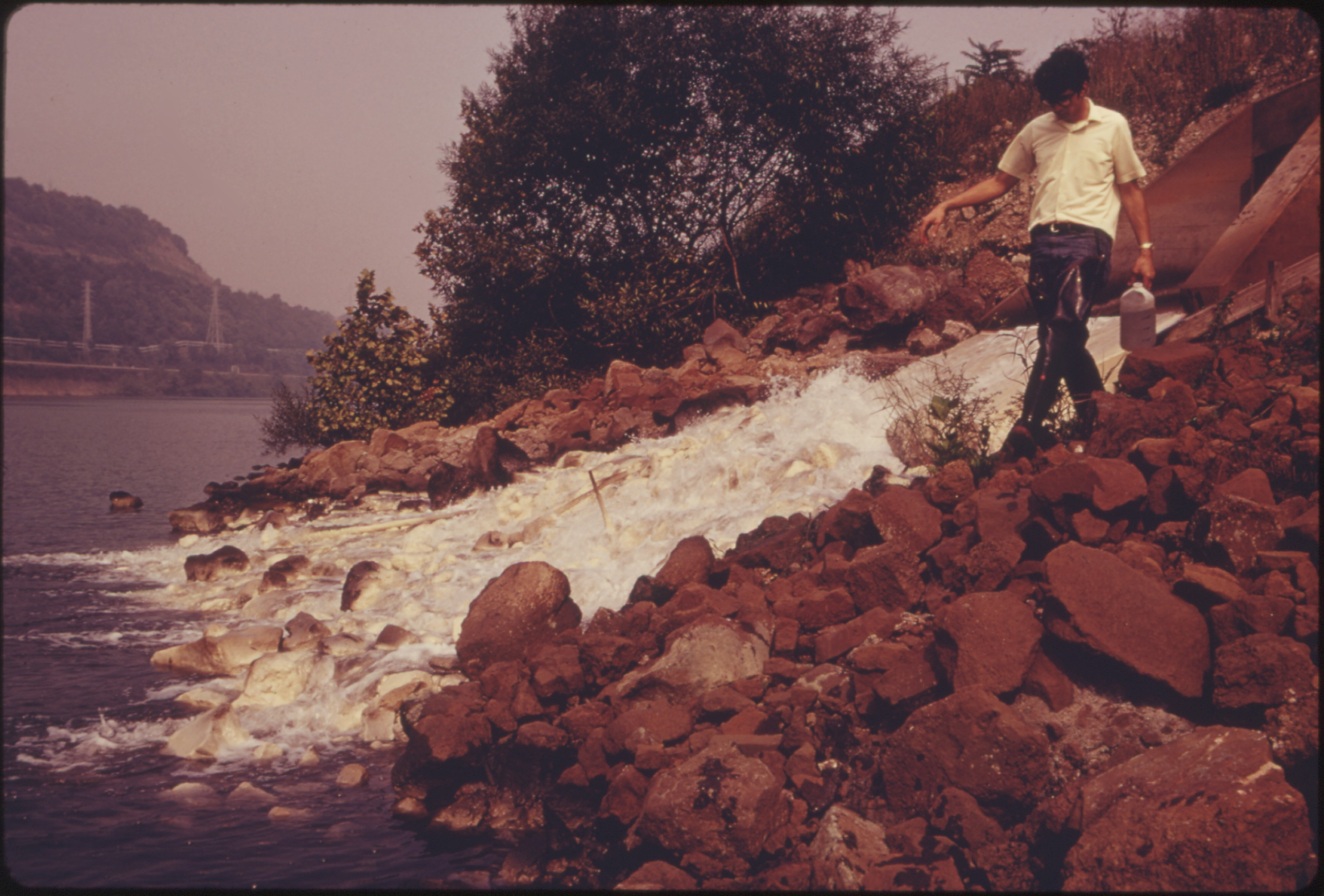
آزمایش‌ها کیفیت فاضلاب را تعیین می‌کنند.

شاخص‌های کیفیت فاضلاب (به انگلیسی: Wastewater quality indicators) شاخصی آزمایشگاهی برای فاضلاب برای دفع، تصفیه یا استفادهٔ مجدد هستند. پارامترهای اصلی که برای ارزیابی کیفیت فاضلاب اندازه‌گیری می‌شوند عبارتند از: جامدات، شاخص‌های مواد آلی، نیتروژن، فسفر، و شاخص‌های آلودگی مدفوعی.: ۳۳  آزمایش‌های بررسی کیفیت فاضلاب بسته به کاربرد یا محل تخلیهٔ مورد نظر متفاوت هستند. این آزمایش‌ها می‌توانند ویژگی‌های فیزیکی، شیمیایی و بیولوژیکی فاضلاب را اندازه‌گیری کنند. ویژگی‌های فیزیکی شامل دما و جامدات است. ویژگی‌های شیمیایی شامل مقدار pH، غلظت اکسیژن محلول، اکسیژن مورد نیاز بیولوژیکی و اکسیژن مورد نیاز شیمیایی، نیتروژن، فسفر، کلر است. ویژگی‌های زیستی نیز با آزمایش‌های سنجش زیستی و سم‌شناسی آبزیان تعیین می‌شوند.
هر دو آزمایش اکسیژن بیولوژیکی و اکسیژن شیمیایی معیاری برای سنجش اثر نسبی کاهش اکسیژن توسط آلاینده‌های فاضلاب هستند. هر دو به‌طور گسترده به عنوان معیاری برای اثر آلودگی پذیرفته شده‌اند. هر مادهٔ اکسیدشوندهٔ موجود در یک آبراه طبیعی هوازی یا در یک فاضلاب صنعتی، هم از طریق فرآیندهای بیوشیمیایی (باکتریایی) و هم از طریق فرآیندهای شیمیایی اکسید می‌شود. نتیجه این است که میزان اکسیژن آب کاهش می‌یابد.

## ویژگی‌های فیزیکی

### دما
موجودات آبزی نمی‌توانند خارج از یک محدودهٔ دمایی خاص زنده بمانند. رواناب حاصل از آبیاری و خنک‌سازی نیروگاه‌ها ممکن است دما را برای برخی از گونه‌ها به دمایی بالاتر از این محدوده برسانند. دمای بالا همچنین می‌تواند باعث شکوفایی جلبکی شود که سطح اکسیژن را کاهش می‌دهد (به آلودگی حرارتی مراجعه کنید). دما را می‌توان با یک دماسنج کالیبره‌شده اندازه‌گیری کرد.: ۱۲۵–۱۲۶ 

### جامدات
مواد جامد موجود در فاضلاب ممکن است حل شوند، معلق شوند یا ته‌نشین شوند. کل مواد جامد محلول (که گاهی اوقات مواد باقیمانده قابل فیلتر شدن نامیده می‌شود) به صورت جرم باقیمانده‌ای که هنگام تبخیر حجم مشخصی از آب فیلترشده باقی می‌ماند، اندازه‌گیری می‌شود. جرم جامدات خشک باقیمانده روی فیلتر، کل مواد جامد معلق یا مواد باقیماندهٔ غیرقابل فیلتر شدن نامیده می‌شود. جامدات قابل ته‌نشینی به صورت حجم قابل مشاهدهٔ انباشته‌شده در ته مخروط ایمهوف پس از ته‌نشینی آب به مدت یک ساعت اندازه‌گیری می‌شوند.: ۸۹–۹۸  کدورت معیاری برای سنجش توانایی پراکندگی نور توسط مواد معلق در آب است.: ۱۳۱–۱۳۷ شوری، چگالی آب یا تغییرات رسانایی ناشی از مواد محلول را اندازه‌گیری می‌کند.: ۹۹–۱۰۰ 

## ویژگی‌های شیمیایی
تقریباً هر نوع مادهٔ شیمیایی ممکن است در آب یافت شود، اما آزمایش‌های معمول معمولاً فقط عنصر شیمیایی با اهمیت منحصربه‌فرد را بررسی می‌کنند.

### پی‌اچ
آب به کاتیون‌های هیدرونیوم (H3O+) و آنیون‌های هیدروکسیل (OH−) یونیزه می‌شود. غلظت هیدروژن یونیزه‌شده (به صورت آب پروتونه‌شده) به صورت پی‌اچ بیان می‌شود.: ۴۰۶–۴۰۷ 